# 橋本信治
橋本 信治（はしもと しんじ、1973年7月20日 - ）は、福井県福井市出身の元プロ野球審判員。審判員袖番号は40。

## 来歴・人物
福井県立高志高等学校、大正大学出身。ジム・エバンス審判学校、東都大学野球連盟審判員を経て2003年にパシフィック・リーグ審判部に入局。審判員袖番号は40（2010年までは3）。
2010年にはオールスターゲーム初出場を果たし、第2戦（7月24日、新潟）で球審を務めた。
2020年終了時点での試合出場数は1051試合。後述するように、近年は球審を務めるときに構えを頻繁に変えている。
2014年から球審時の構えをボックススタンスからシザーススタンスに変更し、更に翌2015年シーズンからは更に膝を深くしたいわゆるニースタンスに近い形で構えるようになった。左右の打者によって構えも変わっていた。
2017年シーズンからは再び基本の構えのボックススタンスに戻しているが、ストライクコールの方法はシザース時代のものを踏襲している。
また、ほとんどと言っていいほど球審を務めるときにブレザーを着用していない。肌寒い時期の試合であっても球審の時にブレザーは着用していない。春や秋のナイトゲームでも、半袖シャツで球審を務めている。(2017年のクライマックスシリーズで球審を務めた時はブレザーを着用していた)
2018年4月22日に行われたナゴヤドームでの中日ドラゴンズ対広島東洋カープ戦の3回裏、中日・京田陽太がバントした際に京田の足がバッターボックスを出ていたため、瞬時に規則を適用しアウトを宣告した。この判定によりファインジャッジ賞を受賞した。
2020年8月8日、札幌ドームで行われた北海道日本ハムファイターズ対埼玉西武ライオンズ8回戦で二塁塁審を務め通算1000試合出場を達成した。
年齢的にはまだ40代と、これからの上積みも期待されており、2022年シーズンの契約も提示されていたものの、本人が体力の限界であるということを理由に引退を希望、審判部側もそれを受け入れ2021年シーズン限りで引退。奇しくも同じ福井県出身の杉永政信と同時に審判を引退することとなった。なお、杉永は60歳まで審判を務め上げた。
2023年3月28日、九州アジアリーグの審判部アドバイザーに就任したことが発表された。

## 審判出場記録
記録は2020年シーズン終了時のもの。
- 初出場：2005年4月4日、西武対ロッテ1回戦（インボイス西武ドーム）、三塁塁審。
- 出場試合数：1051試合（パ・リーグ551、セ・リーグ319、交流戦159、オールスター4、クライマックスシリーズ18）
- オールスター出場：2回（2010年、2017年）
- 日本シリーズ出場：なし

## 表彰
- イースタン・リーグ優秀審判員：1回 (2005年)
- ファインジャッジ賞：1回 (2018年)

(記録は2019年終了時)